# Acke Rehn
Axel (Acke) Herman Rehn, född 22 januari 1897 i Stockholm, död 15 oktober 1971 i Göteborg, var en svensk målare. Rehn var som konstnär autodidakt. Hans konst består av landskapsmålningar från västkusten. Acke Rehn är begravd på Kvibergs kyrkogård i Göteborg.   